# Aainjaa
Aainjaa ist eine kolumbianische Sambareggae-Trommelgruppe aus Bogotá. Die Gruppe verschmilzt kolumbianische, brasilianische und afrikanische Samba-Rhythmen in einer tänzerischen Performance.

## Geschichte
Gründer Homero Cortés (* 1985) lebte einige Jahre in Barcelona, machte dort Abitur und studierte Kunst. Mit seiner Rückkehr nach Kolumbien gründete er 2013 das Projekt Aainjaa mit 25 Personen. Der Name bedeutet in der Sprache der Wayuu Erschaffen. Zusätzlich zur Gruppe entstand ein Schulungszentrum für Musik und Tanz in Bogotá, sodass mittlerweile mehr als 1000 Personen musikalisch gebildet wurden. Die Gruppe Aainjaa selbst hat weltweit Auftritte, dabei überwiegend auf Weltmusik-Festivals.

## Stil
Die Gruppe, welche Straßenumzüge wie Bühnenauftritte absolviert, verschmilzt kolumbianische, brasilianische und afrikanische Rhythmen. Zusätzlich können auch Funk- und Afrobeats erklingen. Als Instrumentarium dient die klassische Sambareggae-Perkussion aus Surdos, Caixas, Repiniques, Timbas und Chocalhos. Die Stücke werden tänzerisch performt und teilweise mit der Stimme bis hin zum Schreien ergänzt. Die Trommler sind einheitlich gekleidet und gelegentlich gesichtsbemalt. Der Frauen-Anteil ist ungewöhnlich hoch.